# Harbinder Singh
Harbinder Singh Chimni (ur. 8 lipca 1943 w Kwecie) – indyjski hokeista na trawie. Trzykrotny medalista olimpijski.
Jest sikhem. Brał udział w trzech igrzyskach (IO 64, IO 68, IO 72), za każdym razem zdobywając medale: złoto w 1964 i brąz na kolejnych dwóch olimpiadach. Występował w ataku. W reprezentacji debiutował w 1961. W trzech turniejach olimpijskich zdobył 10 bramek. Był złotym medalistą igrzysk azjatyckich w 1966 i srebrnym w 1970. Pełnił funkcję kapitana zespołu.
W roku 1967 został laureatem nagrody Arjuna Award.